# Будинок повітового училища (Ніжин)
Будинок повітового училища — втрачена пам'ятка архітектури та історії у Ніжині. Наразі тут розташований сквер, де встановлено пам'ятний знак.

## Історія
Об'єкт внесений до «список втрачених пам'яток архітектури» під назвою Повітове училище, «список втрачених пам'яток історії» — «Будинок повітового народного училища, де жив і працював М. Д. Деляфліз, у сім'ї якого жив Домінік П'єр де ля Фліз».

## Опис
1789 року в будинку № 4 Грецької вулиці було відкрито «Ніжинське народне училище» (з 1812 року — Ніжинське повітове училище). В 1817 (1816) училище переїхало куплений для нього міською думою будинок № 13 на Московській вулиці. У 1834 році училище стало трикласним.
У 1814 році в училищі було 132 учні та 11 учениць, у 1833 році — 64 учні, у 1846 році в повітовому та парафіяльному училищах — всього 74 учні. За статутом 1828 року в повітових училищах здійснювали навчання дітей купців, ремісників, міщан, дрібних службовців, які після закінчення могли продовжити освіту в гімназіях. В училищі викладали закон Божий, російську мову, арифметику, геометрію, географію, історію, чистописання, малювання, креслення (до 1828 року також природознавство, фізику, технологію). В училищі працювали штатний піклувальник (був і почесний піклувальник) та 5 вчителів, вони утримувалися з державної скарбниці.
Серед викладачів були П. Рудановський (з 1812 року, потім призначений інспектором Ніжинської гімназії), учитель малювання та чистописання Іван Сошенко (1839—1845 роки), учитель малювання та чистописання В. Тренін (з 1846 року). Серед випускників училища були художники Олексій Сенчило-Стефановський та Микола Самокиш, поет Олександр Кониський (1844—1849), радянський партійний, військовий та державний діяч Микола Подвойський.
Двоповерховий, дерев'яний будинок з одноповерховим флігелем. Складався з 13 кімнат, з яких 6 використовувалися під класи та бібліотеку, 7 — як квартири для учнів та деяких учителів.
У 1913 році на його базі було відкрито Ніжинське перше початкове училище. 2000 року будинок було втрачено.
Наразі тут розташований сквер, де у 2016 році встановлено пам'ятний знак — брила на постаменті. На брилі закріплено табличку з текстом: «На цьому місці знаходилося Ніжинське повітове училище, де в 1844—1849 роки навчався Кониський Олександр Якович Український письменник та громадський діяч, автор „Молитви за Україну“».